# Valþjófsstaðafjall
Valþjófsstaðafjall är ett berg i republiken Island. Det ligger i regionen Norðurland eystra, 300 km nordost om huvudstaden Reykjavík. Toppen på Valþjófsstaðafjall är 348 meter över havet.
Trakten runt Valþjófsstaðafjall är nära nog obefolkad, med mindre än två invånare per kvadratkilometer. Närmaste större samhälle är Kópasker, nära Valþjófsstaðafjall. Trakten runt Valþjófsstaðafjall består i huvudsak av gräsmarker.